# Підосиновський район
Підоси́новський район (рос. Подосиновский район) — район у складі Кіровської області Російської Федерації. Адміністративний центр — селище міського типу Підосиновець.

## Історія
Район був утворений 10 квітня 1924 року в результаті адміністративної реформи, коли замість повітів та волостей Північнодвінської губернії були утворені райони. 1929 року район перейшов до складу Північного краю, з 1936 року — Північної області, з 1937 року він перейшов до складу Архангельської області. 1941 року район був переданий до складу Кіровської області, 1 лютого 1963 року об'єднаний із Лальським районом в новоутворений Лузький район. 1965 року Підосиновський район був відновлений.
7 грудня 2004 року, в рамках муніципальної реформи, у складі району були утворені 3 міських (Демьяновське, Пінюзьке та Підосиновське) та 8 сільських поселень (Заріченське, Лунданське, Октябрське, Пушемське, Утмановське, Шолзьке, Щоткінське та Яхреньзьке). 2012 року Заріченське, Лунданське та Шолзьке сільські поселення були приєднані до Демьяновського міського поселення. Водночас Октябрське та Щоткінське сільські поселення увійшли до складу Підосиновського міського поселення.

## Населення
Населення району складає 14247 осіб (2017; 14659 у 2016, 15123 у 2015, 15620 у 2014, 16055 у 2013, 16506 у 2012, 16935 у 2011, 17009 у 2010, 19024 у 2009, 21649 у 2002, 25550 у 1989, 27564 у 1979, 32753 у 1970).

## Адміністративний поділ
Станом на 2012 рік район адміністративно поділявся на 3 міських поселення та 3 сільських поселення. Станом на 2010 рік до його складу входило 157 населених пунктів, з яких 52 не мали постійного населення, але ще не були зняті з обліку:
| Поселення                      | Площа, км² | Населення, осіб (2010) | Населення, осіб (2010) | Населення, осіб (2017) | Центр            | Населені пункти |
| ------------------------------ | ---------- | ---------------------- | ---------------------- | ---------------------- | ---------------- | --------------- |
| Дем'яновське міське поселення  |            | 8770                   | 6912                   | 5895                   | смт Дем'яново    | 45              |
| Підосиновське міське поселення |            | 6247                   | 5332                   | 4733                   | смт Підосиновець | 62              |
| Пінюзьке міське поселення      |            | 3006                   | 2344                   | 1869                   | смт Пінюг        | 1               |
| Пушемське сільське поселення   |            | 1193                   | 695                    | 504                    | селище Пушма     | 2               |
| Утмановське сільське поселення |            | 1022                   | 750                    | 584                    | село Утманово    | 23              |
| Яхреньзьке сільське поселення  |            | 1411                   | 976                    | 662                    | село Яхреньга    | 24              |

## Найбільші населені пункти
| №  | Населений пункт | Населення, осіб (2002) | Населення, осіб (2010) |
| -- | --------------- | ---------------------- | ---------------------- |
| 1  | Дем'яново       | 6423                   | 5558                   |
| 2  | Підосиновець    | 4235                   | 4029                   |
| 3  | Пінюг           | 3006                   | 2344                   |
| 4  | Яхреньга        | 533                    | 468                    |
| 5  | Утманово        | 534                    | 413                    |
| 6  | Лунданка        | 677                    | 373                    |
| 7  | Скрябіно        | 574                    | 360                    |
| 8  | Пушма           | 619                    | 335                    |
| 9  | Щоткино         | 380                    | 313                    |
| 10 | Октябр          | 337                    | 277                    |